# Álvaro Calustro
Álvaro Franz Calustro Cárdenas (Cochabamba, 9 marzo 1974) è un ex calciatore boliviano, di ruolo centrocampista.

## Caratteristiche tecniche
Giocava come centrocampista centrale.

## Carriera

### Club
Calustro trovò spazio per la prima volta in una squadra professionistica nel stagione 1995, allorché debuttò in massima serie boliviana con il Ciclón di Tarija. Disputò tale stagione da titolare, assommando 21 presenze; passò poi all'Independiente Petrolero, una volta che il Ciclón retrocedette al termine del campionato del 1995. Nel 1996 giocò il suo primo torneo con l'Independiente; rimase con i bianco-rossi fino al 1998, mantenendo il suo posto da titolare. Ceduto all'Unión Central, altra formazione di Tarija, fu impiegato con frequenza anche nelle due annate passate al nuovo club, 1999 e 2000. Nel 2001 si trasferì a Santa Cruz de la Sierra, firmando per l'Oriente Petrolero; disputò tutto il campionato, vincendo il titolo e giocando 45 delle 48 partite dell'Oriente in quella stagione. Nel 2002 tornò all'Unión Central, mentre nel 2003 venne acquistato dal Wilstermann, formazione della sua natia Cochabamba. Nel 2006 andò a Sucre, ove giocò nell'Universitario; nel 2007 vinse un altro campionato nazionale, l'Apertura 2007, con il Real Potosí. Tornato a Sucre, replicò la vittoria nell'Apertura 2008. Nel 2009 si ritirò dopo una stagione al Real Mamoré.

### Nazionale
Debuttò in Nazionale maggiore il 3 novembre 1999, in occasione dell'incontro di Copa Paz del Chaco a Buenos Aires con il Paraguay. Nel 2000-2001 giocò alcune gare durante le qualificazioni a Corea del Sud-Giappone 2002. Nel 2001 venne incluso nella lista per la Copa América. In tale competizione, debuttò il 13 luglio a Medellín contro l'Uruguay. Giocò poi anche con l'Honduras il 16 luglio. Nel 2002 disputò la sua ultima gara in Nazionale, il 13 febbraio contro il Paraguay a Ciudad del Este.

## Palmarès

### Club

#### Competizioni nazionali
- Campionato boliviano: 3

Oriente Petrolero: 2001
Real Potosí: Apertura 2007
Universitario: Apertura 2008